# Branimir Budetić
Branimir Budetić (Zagreb, 20. travnja 1990.) hrvatski je paraolimpijac.
U bacanju koplja za slabovidne osobe, u Pekingu 2008., osvojio je srebrnu medalju s rezultatom 57.11 m. Četiri godine kasnije na Paraolimpijskim igrama u Londonu osvojio je brončanu medalju s rezultatom 56.78. 	
Bio je član AK Moslavina iz Kutine, sada je natjecatelj AKOI " AGRAM" Zagreb. Natječe se u kategoriji - B12.
Dobitnik je godišnje Državne nagrade za šport "Franjo Bučar" za 2008. godinu.